# Curva de Rahn

Curva de Rahn.

La curva de Rahn es un gráfico empleado para ilustrar una teoría económica, propuesta en 1996 por el economista estadounidense Richard W. Rahn, que indica la existencia de un nivel en el cual los gastos del gobierno pueden maximizar el crecimiento económico. La teoría es utilizada por los liberales clásicos para defender la idea de la disminución en los gastos del gobierno y de la tributación. La curva con forma de la letra U sugiere que el nivel más acomodado para el gasto del gobierno está entre el 15 y  el 25% del PIB.